# 王振
王振（？—1449年），明朝宦官。他透過明英宗皇帝朱祁鎮的信任，掌控明朝中央政府之政治權力。他在司禮監任內，除影響軍禮大閱之將士名次與賞賜結果，更促使英宗皇帝對麓川與瓦剌等發動征戰，導致土木堡之變、明朝國力衰退以及對外軍事政策改變等重大後果。王振被認為是該些軍事行動的主要推動者；他被歷史學者認定欲藉征戰勝利後舉行之軍禮儀式，突顯自己對明政權的重要影響與貢獻，以鞏固在朝廷中的地位與威望。
在《英宗睿皇帝實錄》中，王振在正統八年（1443年）殺害劉球前的記載很少，但其後的事蹟紀錄詳細且負面。 在其他正史記載中，王振在朝廷發跡掌權前的記載也相對稀少且混亂。
《明史》認定王振是明朝宦官干擾政治的主要起始者，並記載其參與明朝中央政府政治之背景與過程，又將有關責任大多歸咎於他。
王振的事蹟在明朝被張岱寫入《夜航船》中，並成為茶樓說書之題材等。
北京智化寺是由他所創建。

## 生平

### 出身地
《明史》記載王振的故鄉在山西蔚州。 《明史紀事本末》稱王振的故鄉在山西大同。

### 早年至掌權
王振在年輕時進入皇宮成為宦官，受明成祖眷顧，於是得以被傳授藉由文字記載之歷史與文學知識等。因為服侍皇帝時間長久，皇帝對他十分眷顧。
王振在成為司禮監後逐漸掌控明朝朝廷權力，對朝廷軍事方面決策與人事等產生重大影響，並推動軍事行動與政策。

### 土木堡之變

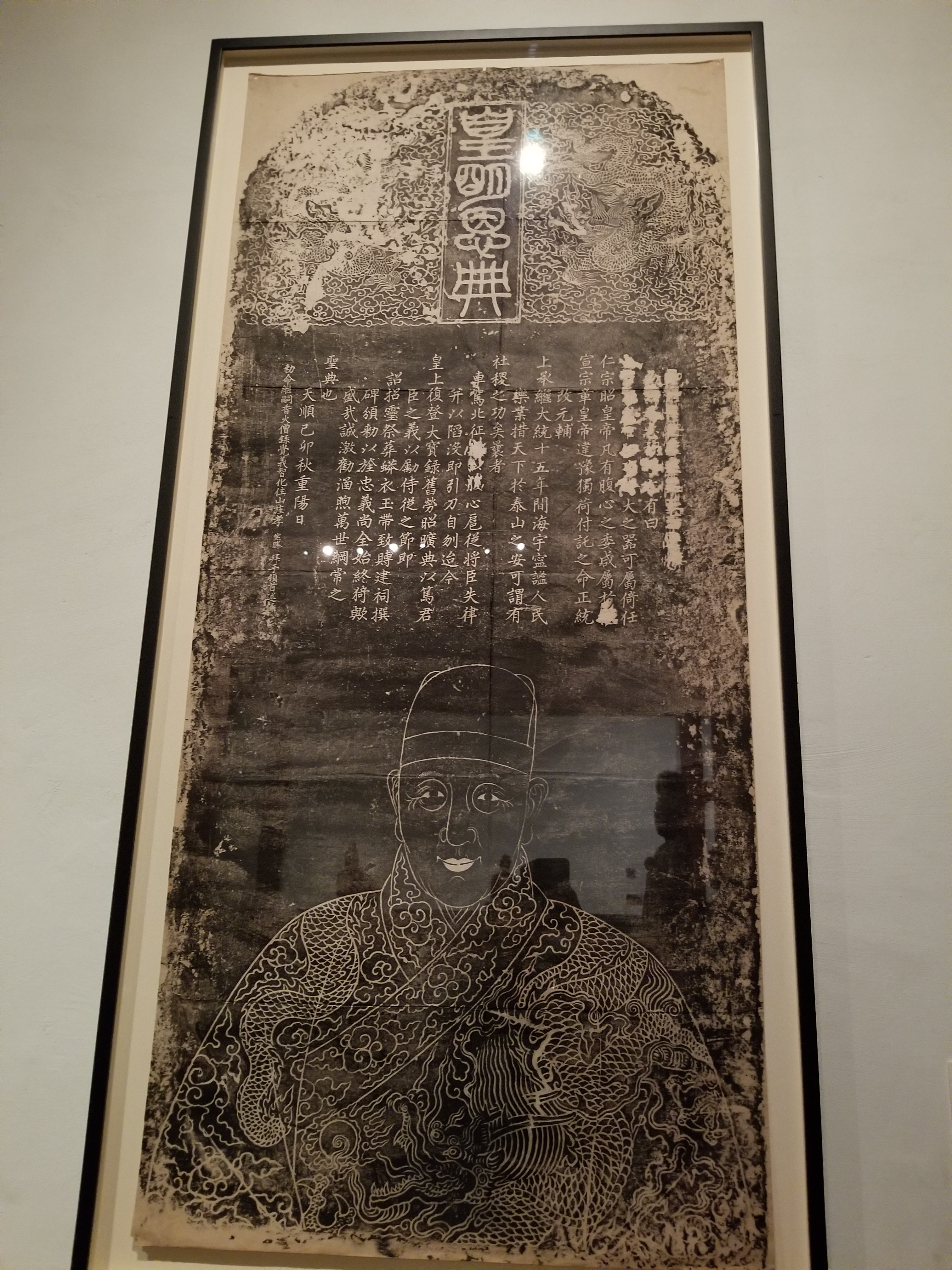
智化寺「英宗谕祭王振碑」拓片，现藏于费城艺术博物馆。

王振的權勢和干預朝廷政治及軍事決策等現象，在土木堡之變前後達到高潮；他在土木堡之變的潰敗混亂中，被英宗皇帝的護衛將軍樊忠殺死。

### 英宗皇帝復辟後
英宗皇帝復辟後，十分感念王振，為他舉行祭祀儀式，並招魂以安葬之，將他的牌位奉祀於智化寺，賜與名為「精忠」之祠。

## 評論
- 學者傅小凡主張真正的決策與行動責任在於英宗皇帝，因為王振實際上無法（完全）控制英宗皇帝。[5]

## 延伸阅读
[在维基数据编辑]
 《國朝獻徵錄·卷之一百十七》，出自焦竑《國朝獻徵錄》
 《明史卷三百〇四》，出自《明史》
 在维基共享资源阅览影像